# شهرستان شویدنگک
شهرستان شویدنگک (به لهستانی: Powiat Świdnik) یک شهرستان در لهستان است که در استان لوبلین واقع شده‌است. شهرستان شویدنگک ۴۶۸٫۹۷ کیلومتر مربع مساحت و ۷۲٬۶۴۲ نفر جمعیت دارد.